# フルタチさん
『フルタチさん』（英語表記:FURUTACHI-SUN）は、フジテレビ系列で2016年11月6日から2017年9月17日まで毎週日曜日 19:00 - 20:54（JST）に放送されたバラエティ番組。全32回。司会を務めた古舘伊知郎の冠番組。

## 概要
本番組は、フリーキャスター・パーソナリティの古舘伊知郎が最新のニュースや世相の話題から「引っかかりを覚える話題」を拾い、ゲストとの討論を通してその真相に深く切り込む。また、フジテレビの同種のトーク番組『トーキングフルーツ』と連動させる企画もあった。
本番組の番組タイトルやタイトルロゴは前座番組『サザエさん』が元になっており、VTR開始前の部分は『サザエさん』のサブタイトル表示部のパロディとなっている。また、開始当初は放送開始前のジャンクションにて古舘がアニメキャラ（制作：エイケン）になって登場し、『サザエさん』の次週予告を踏襲して放送内容を紹介していた。
司会の古舘にとっては、報道番組『報道ステーション』（テレビ朝日系列）降板後初のレギュラー番組となった。
また、本番組の番組制作スタッフはフジテレビ第2制作に所属する人物だけでなく、塩田千尋などの同局情報制作センター所属の人物も加わっている。
初回視聴率は8.2%であった（ビデオリサーチ調べ、関東地区・世帯・リアルタイム）。
2017年3月19日は『フルタチさん×Mr.サンデー合体SP・第1部』として、通常より6分後拡大（19:00 - 21:00）で放送。
2017年9月17日をもって本番組は終了、9月24日のつなぎ番組『超絶気持ちい瞬間』の後、後番組は『日曜ファミリア』以来1年ぶりの単発特別番組枠『ニチファミ!』（19:00 - 21:54→19:57 - 21:54）となった。また、古舘と山崎は同秋から金曜19時台に放送開始する『モノシリーのとっておき〜すんごい人がやってくる!〜』で引き続き司会を務めることになった。

## 出演者

### 司会
- 古舘伊知郎（フリーアナウンサー）
- 山﨑夕貴（フジテレビアナウンサー）

### ナレーター
- 湯浅真由美
- 貴家堂子
- 西山喜久恵（フジテレビアナウンサー）
- 北澤小枝子

## スタッフ
- ナレーター：湯浅真由美、谷昌樹、堀越真己
- 構成：樋口卓治、都築浩、山本宏章、山名宏和、酒井健作、田中到、小野寺雅之、槙田英司、横山雄一郎、板倉輝（毎週）、カツオ、小林知之、宇野コーヘー、宇野智史、中藤洋、近藤雄亮、宮森かわら、狩野孝彦、飯塚大悟、安部裕之、加藤ゆうた、村城大輔、谷田彰吾（週替り）
- TP：長田崇
- TD/SW：真野昇太
- CAM：長尾康平
- VE：富澤貴啓
- AUD：佐藤博隆
- 照明：大場佳祐
- 美術プロデューサー：平井秀樹
- デザイン：棈木陽次
- 美術進行：林勇
- 大道具：瀬名波康之
- アクリル装飾：石橋誉
- 装飾：太田博之
- インクリ担当（マルチ）：五島陽一
- メイク：山田かつら
- 編集：江原英生
- MA：足達健太郎
- 音効：NO13、大久保吉久、小堀一、RENOVATlO.inc（週替り）
- CGプロデュース：久保田幸
- CGデザイン：鈴木鉄平
- VFXディレクター：高橋康之
- 3DCGディレクター：秋里直樹
- リサーチ：稲津大周、川原奈名子、田中郁子、藤田洋一、梶間亮介、皆川嘉久、馬場英恵、柴田佳英、鶴田勝哉、瑞原信行、坪山祐太、トロリー（週替り）
- 制作進行：田井利可子、勝又郁乃
- 校正：黒木勝己
- 技術協力：fmt、IMAGICA、デジデリック、パークグラフィックス
- 広報：池田綾子（2017年8月20日 - ）
- TK：高木美紀
- デスク：榎本かすみ（2017年4月23日 - ）
- FD：杉野幹典
- AP：河合ちはる、八木未果子、近藤紗代（近藤→2017年6月25日 - ）、田嶋香里（田嶋→2017年5月7日 - ）
- ディレクター：武田直也、阿部裕一郎、廣井敦、福司龍太、勝木拓郎（毎週）・鈴木崇志、伊江成晃、川崎敬、双津大地郎、中西正太、吉田悠太、白石宗之、澤田親宏、佐藤一輝、一休、次郎垣内保、渋谷曜、四方田翔平、髙瀬康宏、横山健一、佐藤伸一、茂垣考宏、伊藤江成晃、政香恭平、中村広嗣、高山和大、西塚真司、伊江成晃、鎌田健太、大島圭司、柿田隼、細川真琴、岩本京子、石澤元希、水主惟弘、篠原輝成、永松近也、常盤俊(敏)郎、花輪和伯、鈴木章浩、水野将仁、田中十萌、吉田航、中平達将、内藤麻衣子、増田剛、熊川隆太、木畑直記、内田誠司、居垣寿典、足立原円香、古沢将、上田健太、広田剛己、横田哲平、渡辺康史（週替り）
- チーフディレクター：亀田輝、石武士、庄司裕暁、夫馬教行、中野貴文（中野→以前はディレクター）、渡辺剛、高橋正尚（渡辺・高橋→共にディレクターの回あり）、伊藤輝杏（週替り）
- プロデューサー：塩田千尋・西村陽次郎（情報制作局）、東園基臣（編成部）、松本祐紀（制作センター第二制作室）・高橋利一郎、菅野貴志、神尾昌宏、宇和川隆、村松秀昭
- 演出：木村剛
- チーフプロデューサー：中嶋優一
- 制作協力：Going、BEE BEAIN、D:COMPLEX、クリーク・アンド・リバー社、ViViA（クリーク・ViViA→共に2017年4月9日 - ）
- 企画協力：古舘プロジェクト（表記なし）
- 制作著作：フジテレビ

### 過去のスタッフ
- ナレーター：貴家堂子、西山喜久恵（フジテレビアナウンサー）、北澤小枝子、大塚芳忠
- 照明：本澤啓史
- 2Dデザイナー：川崎正裕
- 制作進行：奥田照美、鎌田葵美子
- 広報：瀬田裕幸
- デスク：吉岡沙織
- AP：木下博美
- ディレクター：小林浩太郎、渡辺恭三、平野彰子、光用さやか、牛嶋創一
- プロデューサー：加藤大、古賀太隆
- 制作協力：FCC

## ネット局
| 放送対象地域   | 放送局                    | 系列           | 放送時間           | ネット状況 |
| -------------- | ------------------------- | -------------- | ------------------ | ---------- |
| 関東広域圏     | フジテレビ（CX）          | フジテレビ系列 | 日曜 19:00 - 20:54 | 制作局     |
| 北海道         | 北海道文化放送（uhb）     | フジテレビ系列 | 日曜 19:00 - 20:54 | 同時ネット |
| 岩手県         | 岩手めんこいテレビ（mit） | フジテレビ系列 | 日曜 19:00 - 20:54 | 同時ネット |
| 宮城県         | 仙台放送（OX）            | フジテレビ系列 | 日曜 19:00 - 20:54 | 同時ネット |
| 秋田県         | 秋田テレビ（AKT）         | フジテレビ系列 | 日曜 19:00 - 20:54 | 同時ネット |
| 山形県         | さくらんぼテレビ（SAY）   | フジテレビ系列 | 日曜 19:00 - 20:54 | 同時ネット |
| 福島県         | 福島テレビ（FTV）         | フジテレビ系列 | 日曜 19:00 - 20:54 | 同時ネット |
| 新潟県         | 新潟総合テレビ（NST）     | フジテレビ系列 | 日曜 19:00 - 20:54 | 同時ネット |
| 長野県         | 長野放送（NBS）           | フジテレビ系列 | 日曜 19:00 - 20:54 | 同時ネット |
| 静岡県         | テレビ静岡（SUT）         | フジテレビ系列 | 日曜 19:00 - 20:54 | 同時ネット |
| 富山県         | 富山テレビ（BBT）         | フジテレビ系列 | 日曜 19:00 - 20:54 | 同時ネット |
| 石川県         | 石川テレビ（ITC）         | フジテレビ系列 | 日曜 19:00 - 20:54 | 同時ネット |
| 福井県         | 福井テレビ（FTB）         | フジテレビ系列 | 日曜 19:00 - 20:54 | 同時ネット |
| 中京広域圏     | 東海テレビ（THK）         | フジテレビ系列 | 日曜 19:00 - 20:54 | 同時ネット |
| 近畿広域圏     | 関西テレビ（KTV）         | フジテレビ系列 | 日曜 19:00 - 20:54 | 同時ネット |
| 島根県・鳥取県 | 山陰中央テレビ（TSK）     | フジテレビ系列 | 日曜 19:00 - 20:54 | 同時ネット |
| 岡山県・香川県 | 岡山放送（OHK）           | フジテレビ系列 | 日曜 19:00 - 20:54 | 同時ネット |
| 広島県         | テレビ新広島（tss）       | フジテレビ系列 | 日曜 19:00 - 20:54 | 同時ネット |
| 愛媛県         | テレビ愛媛（EBC）         | フジテレビ系列 | 日曜 19:00 - 20:54 | 同時ネット |
| 高知県         | 高知さんさんテレビ（KSS） | フジテレビ系列 | 日曜 19:00 - 20:54 | 同時ネット |
| 福岡県         | テレビ西日本（TNC）       | フジテレビ系列 | 日曜 19:00 - 20:54 | 同時ネット |
| 佐賀県         | サガテレビ（STS）         | フジテレビ系列 | 日曜 19:00 - 20:54 | 同時ネット |
| 長崎県         | テレビ長崎（KTN）         | フジテレビ系列 | 日曜 19:00 - 20:54 | 同時ネット |
| 熊本県         | テレビくまもと（TKU）     | フジテレビ系列 | 日曜 19:00 - 20:54 | 同時ネット |
| 鹿児島県       | 鹿児島テレビ（KTS）       | フジテレビ系列 | 日曜 19:00 - 20:54 | 同時ネット |
| 沖縄県         | 沖縄テレビ（OTV）         | フジテレビ系列 | 日曜 19:00 - 20:54 | 同時ネット |